# Guillaume Rocquelin
Guillaume Rocquelin (Dijon, 14 de agosto de 1974), também conhecido como Rocky, é um engenheiro francês que é atualmente o chefe da Academia de Pilotos da equipe de Fórmula 1 da Red Bull Racing. Ele anteriormente foi chefe de engenharia de corrida da Red Bull Racing entre 2015 e 2022.

## Carreira
Rocquelin estudou engenharia no Instituto de Tecnologia de Grenoble. Ele começou sua carreira no automobilismo nos Estados Unidos, trabalhando como engenheiro de pista na CART/IndyCar Series, para a equipe PacWest com Mark Blundell e depois para a Newman-Haas.
Rocquelin então se mudou para a equipe de Fórmula 1 da Red Bull Racing em 2006, começando como engenheiro de corrida de David Coulthard até 2008. De 2009 a 2014, ele atuou como engenheiro de corrida de Sebastian Vettel sendo fundamental em seus quatro campeonatos mundiais consecutivos de 2010 a 2013. Em 2015, foi promovido a chefe de engenharia de corrida.
A função de Rocquelin consistia em extrair o máximo desempenho de ambos os carros em qualquer fim de semana. Ele trabalhava em estreita colaboração com as equipes de engenharia em ambos os lados da garagem da Red Bull e os grupos de desempenho na fábrica para garantir que os dois carros se beneficiassem das melhores informações disponíveis em um fim de semana de corrida.
O Grande Prêmio da Austrália de 2022 foi a última corrida de Rocquelin na pista, já que ele assumiu o papel de ajudar no desenvolvimento dos pilotos da Red Bull Junior Team a partir de abril de 2022. Ele foi substituído por Gianpiero Lambiase, que também era engenheiro de corrida de Max Verstappen.
Durante o Grande Prêmio de Abu Dhabi de 2022, Rocquelin retornou temporariamente às operações na pista para o primeiro treino livre, com o piloto júnior da Red Bull Liam Lawson tomando o lugar de Verstappen para a sessão. No ano seguinte, durante o Grande Prêmio de Abu Dhabi de 2023, Rocquelin retornou novamente temporariamente às operações na pista para o primeiro treino livre, com Jake Dennis e Isack Hadjar ocupando os lugares de Verstappen e Sergio Pérez, respectivamente.